# ウィザードリィ 狂王の試練場
『ウィザードリィ 狂王の試練場』（ウィザードリィ きょうおうのしれんじょう、英語: Wizardry: Proving Grounds of the Mad Overlord）はコンピュータRPG『ウィザードリィ』シリーズの第1作となる作品。アンドリュー・グリーンバーグとロバート・ウッドヘッドによって開発された。1980年にノーマン・シロテックはサーテック社を立ち上げ、同年のボストン・コンピュータ・コンベンションでこの作品のベータ版を発表し、製品版は1981年にリリースされた。
この作品は、『ダンジョンズ&ドラゴンズ』形式のロール・プレイング・ゲームをコンピュータで遊べるようにした嚆矢の一つであり、その種のゲームでカラー表示を実現した初の作品である。また、複数のキャラクターを登録して進めるパーティ形式のシステムを、コンピュータRPGとして初めて実現した作品でもある。
この作品は結果的に、第2作『ダイヤモンドの騎士』と第3作『リルガミンの遺産』を含む三部作の第1作となった。

## ゲーム内容
このゲームの目的は、地下10階から成るダンジョンを降りていき、未知の強力な武器などの宝物を見つけること、諸々のモンスターを倒して経験値を獲得すること、そして邪悪な大魔導士ワードナと最下層で対決し、ワードナに盗まれた霊験あらたかな護符を、狂王トレボーの命により取り戻すことである。ほとんどの階での目標は、下の階へ降りるエレベーターか階段を、死ぬことなく見つけることである。
ゲームは街から始まるが、それは単なるテキスト形式のメニューとしてしか現れない。プレイヤーは、5つの種族（人間、エルフ、ドワーフ、ノーム、ホビット）、3つの属性（善、中立、悪）、4つの基本となる職業（戦士、僧侶、魔法使い、盗賊）を組み合わせたキャラクターを作り、それを最大6人まで加えたパーティを編成する。なお、職業は他に4つの上級職（僧侶と魔法使いの呪文を両方使えるビショップ、魔法使いの呪文も使える戦士の侍、僧侶の呪文も使える戦士の君主、盗賊のスキルも備えた戦士の忍者）があり、キャラクターのレベルが充分に上がるとそれらに転職できる。善と悪のキャラクターは通常は同じパーティに参加できない。
キャラクターたちに基本的な防具と武器を装備させた後、トレボー王の城の地下にあるダンジョンにパーティは下りてゆく。このダンジョンは10層の迷宮になっており、下へ行くほど次第に難易度が上がってゆく。地下10階の奥にワードナは立てこもっている。なお、地下1階から4階および4階から9階までは直通のエレベータが用意されており、ワードナの護符を持ち帰ると言うゲームの目的においては地下5階から8階を隅々まで踏破する必要がない。僧侶と魔法使いは、それぞれが7つのレベルにおよぶ様々な呪文を使い、キャラクターのレベルが上がるにつれて順に習得してゆく。
この作品のゲームシステムは、その後にダンジョンアドベンチャーと呼ばれるようになった。

ワイヤフレームによるダンジョン表現例
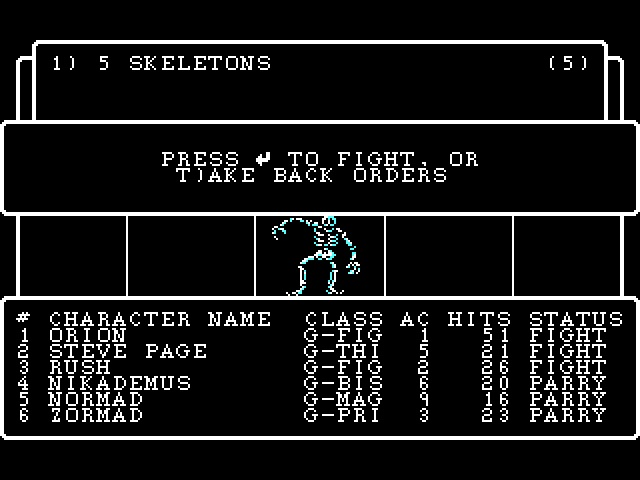
IBM PC MS-DOS 版の、地下1階でのスクリーンショット

現在の一般的なゲームに比べると、本作のオリジナル版のグラフィックは極めて簡素なものだった。画面の多くはテキスト文字で占められ、約10%にあたるスペースで、線画によって地下迷宮を一人称視点で描いていた。しかし当時としては、ごくありふれていたテキスト文字のみのゲームからさらに進歩したグラフィックだったのだ。モンスターに遭遇すると、迷宮の画像はいったん消えて、モンスターのうちの一体の絵に切り替わる。戦闘の相手は、1から4グループのモンスターである。オリジナル版のリリース時点ではオートマッピング（マップの自動記録）機能はまだ無かったため、20×20マスの迷宮を歩き回りながら、方眼紙（箱に同梱されていた）を使って各階のマップを一歩一歩書きとめることはプレイヤーにとって事実上必須だった。これを怠ると完全に迷子となることもしばしばで、なぜなら完全に暗闇となって目隠しされたように歩かねばならない「暗黒」の呪いがかけられた場所や、別の場所へいきなりテレポートさせる「転送」の呪いがかけられた場所が迷宮の中にいくつも仕掛けられているからだ。プレイヤーが使う呪文の中にはパーティの現在地の座標を教えるものがあり、キャラクターのレベルが上がると他の階へ即座に移動できるテレポートの呪文も使える。テレポートの際には、移動先の階と現在位置からみた東西南北の相対座標の両方を指定する必要があり、下手をすると罠の場所や石の中にテレポートして全滅してしまうため、注意が必要だった。オリジナル版はパーティーがテレポートした旨の表示は出ず、あたかも普通に一歩進んだかのように画面上は進行した。
このゲームは迷宮内ではセーブできず、いったん外に出なければならないという点で容赦なく難易度が高かった。パーティが全滅すると、もはやそれっきりである。しかし別のパーティを新たに編成して、全滅したパーティの死体とアイテムを回収することはできた。続編では全滅した地点からプレイを再開しやすいようにされた。ゲームのクリアには何百時間とかかることもあった。
パーティとゲーム進行に関するデータはシナリオ・ディスクに保存された。起動後、空のフロッピー・ディスクで新しいディスクを作るか、既にあるディスクから読み込むかを選べた。続編の『ダイヤモンドの騎士』と『リルガミンの遺産』をプレイするには『狂王の試練場』のクリアが必須で、シナリオ・ディスクから第1作のキャラクターをインポートする必要があった。

### チート
色々あるイカサマのうちの一つがビショップの鑑定能力で、空の装備欄を指定して鑑定すると大量の経験値とゴールドが手に入るというものだった。共同制作者のロバート・ウッドヘッドによると、これらのチートは実のところ、プログラムを RAM の 48K に収めるため境界チェックを省いたことによるバグだった。
Apple II は 5 1/4 インチのフロッピー・ドライブを使っていたため、ディスクへの書き込み速度が遅かった。例えば敵のニンジャ集団にパーティが全滅させられるなど、迷宮の探索中に何か良からぬことが起こると、プレイヤーはすかさずフロッピー・ドライブの蓋を開いてドライブのヘッドをディスクから離させ、ただいまの不幸な出来事が記録されないようにした。これによりキャラクターは *LOST* の状態になる。そして通常は復活して城の宿屋に戻される。必ずうまくいく保証は無いが、キャラクターの死を回避する手段として、このハードウェア・ハックは「やり直す」ために試みる価値があった。
また、キャラクターのパラメーターや装備を自由に改変できる「ウィズプラス」というチートソフトもあった。

## 開発
コーネル大学の学生だったアンドリュー・グリーンバーグは、1978年にこの作品の開発を始め、1979年の秋にはなんとかプレイ可能という状態になり、同級生の間で評判になった。『ウィザードリィ』はそれ以前の PLATO システムのゲーム（特に1977年の RPG『Oubliette』）から影響を受けていた。最初は Applesoft BASIC で書かれていたが、プレイに支障が出るほど動作が重くなると分かり、グリーンバーグとウッドヘッドは UCSD Pascal で書き直した。リリースは、1981年はじめにランタイムシステムを入手するまで待つ必要があった。この作品の完成には30人月を要したが、この遅れによりリリース前の1年近いロケーションテストとゲームバランス調整が可能になり、『ウルティマI』のような他の作品と品質面で差をつけることができた。ノーマンの父でビジネスマンかつ会社の出資者だったフレデリック・シロテックは、パッケージとマニュアルはきちんとしたものにするよう求め、この点でもジップロックの袋に入れて売られるような他のゲームと一線を画すものとなった。
コモドール64/128 版の『ウィザードリィ』第1作から第3作までは、アップル版のオリジナルと同じソースコードを流用していたが、それはハードウェア制御のための低水準機能とオーバーレイを提供するランタイム（6502 Pascal インタプリタ）が共通していたからだ。USCD Pascal は IBM 版でも使われたが、インタプリタの x86 版が必要だった。
ロード時間の長さとディスクアクセスの頻繁さは『ウィザードリィ』の悩みの種だったが、特にそれがひどかったコモドール版では様々な改善法が用意された。C128 モードでは VDC メモリがオーバーレイの格納に使われ、C64 モードと C128 モードの両方で REU がサポートされた。第2作から第5作までは 16k ないし 64k の VDC メモリがあればそれを検知し、またロード時間を短縮するため1571ドライブのバーストモードを利用できた。
「ワードナ」(Werdna) と「トレボー」(Trebor) はグリーンバーグ (Andrew Greenberg) とウッドヘッド (Robert Woodhead) のファースト・ネームの綴りを逆さまにしたものである。彼らの名は、地下8階と9階のマップでイニシャル (ACG, RJW) としても登場する。
サーテックは1982年に『ウィザードリィ』のリビジョン2を発売し、いくつかの新機能を追加した。『ザ・スペース・ゲーマー』誌の第50号でジョン・M・モリスンはこうコメントした。「もう君の古いディスクはクタクタだろう。5ドル郵送して、バックアップしたキャラクターを引っ越しすることを心から勧めしたい。リビジョン2を手に入れて起動しよう。」

### 開発（日本語PC版）
日本語PCへの移植は鈴木茂哉率いるフォア・チューンが担当した。1984年12月、鈴木は所用でアメリカへ行った際に、『ウィザードリィ』の原作者であるロバート・ウッドヘッドの関係者と知り合い、本人との会話を通じて日本語PCへの移植版の話を取り付けた。

## 移植版
本作は、パーソナルコンピュータから携帯電話に至るまで様々なプラットフォームに移植された。

### プラットフォーム一覧
- 1981年 Apple II
- 1982年 コモドール64（C64）
- 1984年 IBM PC
- 1985年 Macintosh、PC-8801/PC-9801/X1/FM-7/MZ-2500（日本語PC）
- 1987年 ファミコン（FC）発売：アスキー 開発：ゲームスタジオ、MSX2
- 1993年 PCエンジン（PCE）（『1&2』収録）発売：ナグザット 開発：アクセス
- 1998年 PlayStation（PS）/セガサターン（SS）/Windows（以上3点『リルガミンサーガ』収録）
- 1999年 スーパーファミコン（SFC）（NP・『ストーリーオブリルガミン』収録）
- 2001年 ゲームボーイカラー（GBC）、ワンダースワン
- 2004年 NTTドコモ iアプリ/FOMA900i以降（『Wizardry ORIGINAL #1』[15]）
- 2023年 Windows（Digital Eclipse版）（早期アクセス版）発売・開発：Digital Eclipse
- 2024年5月23日 Nintendo Switch / PlayStation 4 / PlayStation 5 / Xbox One / Xbox Series X|S / PC（Steam）（日本語をはじめとした6カ国語対応のリメイク版）発売・開発：DIGITAL ECLIPSE
- 2024年10月10日 PlayStation 5 / Nintendo Switch（フル3Dリメイク・パッケージ版）発売：株式会社スーパーデラックスゲームス

#### プラットフォーム毎の相違点
ユーザインターフェース
Apple II版でのUIは後のマルチウィンドウ表示ではなく、重ね合わせの無い箱割りのタイルウィンドウ表示である。Apple II版とMacintosh版、『リルガミンサーガ』Windows版を除きUIは統一されている。一方、日本語PC版はマルチウィンドウシステムが採用されている。
ファミリーコンピュータ版
Apple II版の発売から6年後に登場したファミコン版は末弥純原画によるグラフィック、羽田健太郎作曲によるBGMに加え、バッテリーバックアップ機能付きROMカートリッジによる高速な処理を実現している。原作者ロバート・ウッドヘッドは「（1992年時点で）一番いいでき」と評している。また、同バージョンでは一部のフロアのレイアウトや装備品の名称が変更されている。
ゲームボーイカラー版
ダンジョンが16×16マス構成に変更されているが、部屋や通路の連結はほぼ同一である。また、地下5階-地下8階は、称号を受けたキャラクターが挑戦できる追加ダンジョンとして作り直されている（番人達と戦いながら「宝物庫」を探索するという内容。#2-3にも追加ダンジョンが用意されている）。
iアプリ版
地下5階-地下8階が省かれており、ダンジョンは全6層（地下9階が地下5階、地下10階が地下6階）となる。
Windows版（Digital Eclipse版）
諸般の事情で（ウィザードリィ#版権の所在について参照）『I』の移植・リメイク版は21世紀以降長らく途絶えていたが、2023年9月に「Digital Eclipse」社からWindows 10以上をターゲットにした完全リメイク版が発表され、同時にSteamおよびGOG.COMをプラットホームとして初期アクセス版がリリースされた（現在は全て英語表記だが、2024年の末ごろを想定している正式リリースまでに何度かアップデートし、ゆくゆくは日本語対応するとのこと）。
画面グラフィックは現代のRPGライクにリッチな3D映像化がされているが、コアデータについては原典（のAppleII版）を尊重する形で移植されており、画面右下には#ゲーム内容に掲載されている、原典のワイヤーフレーム（WF）映像がスーパーインポーズされるような形で常時小さく映し出されている。（WF映像はメイン映像と完全リンクしており、キャラクターの各種データもメイン映像を反映する形でリアルタイムに変化する。ただしWF映像をメインにする事は出来ない）
メイン画面に表示されるモンスターデザインは大多数がファミコン（NES）版で末弥純がデザインしたイメージに近しい形で3D化。音楽も同様に羽田健太郎作曲によるもののアレンジ版が使われている。（ゲームバージョン0.1.0.2より、ゲーム内のクレジット表記に「Very Special Thanks」という表記で両名が明記）

## 関連書籍
攻略本
- 『ウィザードリィ ハンドブック』BNN〈ゲームハンドブックシリーズ〉、1986年、ISBN 4893690019。
- 『ウィザードリィ プレイングマニュアル』編: ゲームアーツ、アスキー、1986年、ISBN 978-4871700542、ISBN 4893662171。
- 『ウィザードリィ モンスターマニュアル』編: ゲームアーツ、アスキー、1986年、ISBN 4893662155。
- 『ウィザードリィ 攻略の手引き』編: ゲームアーツ、アスキー、1987年、ISBN 4871700801、ISBN 4893662317。
- 『ウィザードリィのすべて : ファミコン版』ベニー松山、JICC出版局（現：宝島社）、1989年8月31日、ISBN 4880636037。
  - ファミコン版『1』『2』の攻略本。攻略方法自体はシンプルにまとめられており、ほぼ全編に末弥純のイラストが掲載されているなど、資料的な意味合いが強い。

- 『ウィザードリィ リルガミンサーガ公式ガイドブック』主婦の友社、1998年、ISBN 4073903721
- 『ウィザードリィ リルガミンサーガ完全攻略ガイド』NTT出版、1998年、ISBN 4871889459
- 『ウィザードリィ公式ガイドブック迷宮聖典 ゲームボーイカラー版』エンターブレイン、2001年 ISBN 4757703899
- 『ウィザードリィコレクション』著: 鈴木常信、編: アークライト、発行: ローカス、発売: 角川書店、1999年8月1日、ISBN 9784898140079。
  - シナリオ#1-5の攻略記事に加えて、原作者や日本語PC版移植スタッフ、末弥純のインタビューと、さまざまなこぼれ話が掲載されている。また、Apple II版#1 - 5のイメージファイルを収録したCD-ROMが付属しており、別途Apple IIのエミュレータを用意することでプレイできる。後に日本語PC版のイメージファイルを収録した同名のWindows用ソフトも発売されている。

小説
- ベニー松山『小説ウィザードリィ 隣り合わせの灰と青春』JICC出版局、1988年12月19日。ISBN 978-4880634944。
  - ベニー松山『小説ウィザードリィ 隣り合わせの灰と青春』集英社〈スーパーファンタジー文庫〉、1998年12月10日。ISBN 978-4086133302。
  - 『隣り合わせの灰と青春』イラスト: 高橋政輝、幻想迷宮書店（Kindle版）、2016年4月11日。

- 大出光貴『小説ウィザードリィ（1） 狂王の試練場』双葉社〈ファンタジーノベルシリーズ〉、1992年2月5日。ISBN 978-4575230956。

漫画
- 『魔境斬刻録 隣り合わせの灰と青春』稲田晃司、原作・監修: ベニー松山、リイド社〈連載: コミックボーダー、刊行: ボーダーコミックス〉、2022年12月 - 連載中。
  - 小説『隣り合わせの灰と青春』のコミカライズ作品。コミカライズ版では「ウィザードリィ」の版権に関わる特有の語句・名称は使用されていない。
  - 第1巻：2023年10月25日、ISBN 978-4845866021
  - 第2巻：2024年4月25日、ISBN 978-4845866212

## 評価と影響
『ウィザードリィ』は商業的に大きな成功を収めた。1981年9月にリリースされるや、たちまちヒット作となり、Apple II のゲームとしてはその年に最も売れたものとなった。1982年6月30日時点で24,000本が売れ、その時点で北米で最も売れたコンピュータRPGの一つとなった。当時、『テンプル・オブ・アプシャイ』（1979年）は30,000本、『ウルティマI』（1981年）は20,000本が売れていた。1983年の『エレクトロニック・ゲームズ』誌は、『ウィザードリィ』について「疑いなく、現時点で Apple II のファンタジー・アドベンチャー・ゲームとして最もヒットした作品」と記した。『ウィザードリィ』はリリースから3年で20万本を売り上げ、当時の『ウルティマ』の記録を塗り替えた。『Video』誌は、売り上げと市場シェアのデータに基づいたコンピュータ・ゲームのヒットチャートで、1985年2月に『ウィザードリィ』を10位とし、1985年3月には9位とした。『II Computing』誌は1985年10-11月期の Apple II の人気ゲーム・ランキングで『ウィザードリィ』を3位とした（1位は『ゾーク』、2位は『サルゴンIII』、4位は『ザクソン』、5位は『ウルティマIII』だった）。1989年の『Video Games & Computer Entertainment』誌によると、『ウィザードリィ』は「優に50万本以上」を売り上げているという。
『ウィザードリィ』のリリースから何か月もしないうちに、少なくとも2種類のチート・ツールが販売されたが、サーテックはそうしたツールの利用を非難している。また『ウィザードリィ』のために、おそらく史上初のゲーム攻略本『ザ・ウィジシステム』(The Wizisystem) が発行され、それは「上手くいくよう、分かりやすい手順を示して」おり「人並みのプレイヤー」でもゲームをクリアできると謳っていた。ある児童精神科医は、治療の一環にこのゲームを取り入れて効果があったと報告した。本作は結果的に、その後20年にわたって第8作まで続編を生み出し、その直感的な画面レイアウトとインターフェースで、このジャンルのゲームのスタンダードとなった。
フォリスト・ジョンソンは『ザ・スペース・ゲーマー』誌の第46号で『ウィザードリィ』をレビューし、「『ウィザードリィ』はコンピュータ・ゲームのデザインにおけるブレークスルーのひとつだ。市場に出回ったなかで間違いなく最高のダンジョンズ&ドラゴンズ形式のコンピュータ・ゲームだ」と述べた。ブルース・ハンフリは1982年に『ドラゴン』誌の第65号でレビューし、「このゲームには魅力が多すぎて、何から話していいか困ってしまう」と述べ、このゲームは「簡単に攻略してクリアできてしまうような代物ではなく、二流のゲームで退屈なダンジョン戦闘に辟易しているような人になら誰にでもお勧めしたい」と結論付けた。その年の『コンピュータ・ゲーミング・ワールド』誌は『ウィザードリィ』を「歴史に残る第一級のコンピュータ・ゲームのひとつ」と称賛し、複雑なゲームシステムでありながら遊びやすいとした。そして大きな欠点は見当たらないが、唯一の小さな欠点はゲームを開始してすぐにパーティが全滅しやすい点だと述べた。1985年はじめに『Computer Games』誌は『ウィザードリィ』を「RPG のジャンルにおける不朽の名作」と呼んだ。
Macintosh 版はファンの間で「MacWizardry」と呼ばれ、1986年の『ドラゴン』誌のコラム「コンピュータの役割」でレビューされた。そこでレビュアーは MacWizardry を「見事な第一級品の優れた復刻版」と呼び、続くコラムでレビュアーたちは Macintosh 版に5点満点中4点を付けた。ジェリー・パーネルは1986年3月に、その月の2ゲームの内の一つに MacWizardry を選び、「『ウィザードリィ I』の魅力が何か私は知らない。客観的に述べるなら、それは一見退屈そうに見える ― が、今月それに食われた時間を考えると、まんざらそうでもない」と述べた。
1984年の『Softline』誌の読者投票で、このゲームは今までで最も人気が出た Apple ソフトとされた。『Computer Gaming World』誌の読者投票では5年間にわたりアドベンチャー部門のトップを守り、1986年に『ウルティマIV』へその座を明け渡した。そして1988年には、同誌で読者から極めて長期間にわたり高評価が続いた作品を顕彰する「殿堂」に追加された最初の作品の一つとなり、10点満点中7.69点というスコアが付けられたが、こうした高評価は1982年のレビューで既に予見されていた。1990年の同誌による読者投票「今までで最高のお気に入り」でこのゲームは9位に入り、1991年と1993年に同誌のライターであるスコーピアは「主にハックアンドスラッシュのゲームだが、今日においてすら、まだ大いにやりこみ甲斐がある」と述べた。1996年に同誌は『ウィザードリィ』を16番目の史上最高のゲームとした。そこで編集者は「迷宮遊びに革新をもたらし、この RPG によって AD&D のファンは Apple II を買いに走った」と述べた。
『ウィザードリィ』シリーズは日本でも大ヒットし、そして『ウルティマ』とともに、『ドラゴンクエスト』シリーズや『ファイナルファンタジー』シリーズなどの日本製 RPG に影響を与えた。

### 移植版に対する評価
ライターの佐々木潤は、日本国内のPC向けに移植されたバージョンにおける、キーボードで直接呪文を入力して罠を解除するシステムについて、後に発売されたファミコン版ではこの緊張感を味わえないと述べ、このバージョンだけの素晴らしい機能だと評価している。また、佐々木は、レアアイテムの制覇やレベルアップなどの多様な目的で遊べる自由度の高さも人気が出た一因だと推測している。